# 賀若嵩
賀若 嵩（がじゃく すう、540年 - 597年）は、北周・隋の軍人。字は陁羅曾。本貫は代郡。

## 経歴
西魏の右衛将軍賀若統の六男として生まれた。561年（保定元年）、都督を初任とした。ほどなく譙王宇文倹の下で府長史をつとめ、親信大都督を兼ねた。まもなく楽安郡太守に転出し、司衛都上士の位を受けた。579年（大象元年）、儀同の位を受けた。580年（大象2年）、巴蜀での軍功により、上儀同の位を受けた。586年（開皇6年）、車騎将軍の号を受けた。597年（開皇17年）4月、突然の病のため死去した。享年は58。

## 伝記資料
- 大隋上儀同車騎将軍北陸渾公墓誌（賀若嵩墓誌）